# Liste der Naturdenkmale in Schwarzach (Odenwald)
| Naturdenkmale | Anzahl |
| ------------- | ------ |
| FND           | 0      |
| END           | 5      |
| Gesamt        | 5      |

Die Liste der Naturdenkmale in Schwarzach nennt die verordneten Naturdenkmale (ND) der im baden-württembergischen Neckar-Odenwald-Kreis liegenden Gemeinde Schwarzach. In Schwarzach gibt es insgesamt fünf als Naturdenkmal geschützte Objekte, keines ist ein flächenhaftes Naturdenkmal (FND), alle fünf sind Einzelgebilde-Naturdenkmale (END).
Stand: 1. November 2016.

## Einzelgebilde (END)
| Name                     | Bild | Kennung     | Einzelheiten | Position | Fläche Hektar | Datum        |
| ------------------------ | ---- | ----------- | ------------ | -------- | ------------- | ------------ |
| Birnbaum                 |      | 82251162304 | Schwarzach   | ???      | 0,0           | 1. März 1984 |
| Eiche                    |      | 82251162305 | Schwarzach   | ???      | 0,0           | 1. März 1984 |
| Linde                    |      | 82251162303 | Schwarzach   | ???      | 0,0           | 1. März 1984 |
| Zwei Buchen              |      | 82251162302 | Schwarzach   | ???      | 0,0           | 1. März 1984 |
| Zwei Eichen              |      | 82251162301 | Schwarzach   | ???      | 0,0           | 1. März 1984 |
| Legende für Naturdenkmal |      |             |              |          |               |              |